# Ronde van Frankrijk 1980
De 67e editie van de Ronde van Frankrijk ging van start op 26 juni 1980 in het Duitse Frankfurt en voerde via onder andere Luik in België, Rijsel, Nantes, de Pyreneeën, Montpellier, de Franse Alpen en Saint-Étienne tegen de klok in naar de Champs-Élysées in Parijs, waar de wielerwedstrijd op 20 juli 1980 eindigde.
De Nederlander Joop Zoetemelk won de Ronde na in negen voorgaande edities in de top-10 te zijn geëindigd, waarvan vijf maal als tweede. Bernard Hinault, de winnaar van de Ronde van Frankrijk 1978 en 1979 en vooraf de grote favoriet, gaf na afloop van de twaalfde etappe met een knieblessure op. Hij droeg op dat moment de gele trui.

## Verloop
De 25-jarige Fransman en tweevoudig winnaar Bernard Hinault maakte zijn favorietenrol in de eerste week meer dan waar. Hij won de proloog en vervolgens de vierde en vijfde etappe, respectievelijk een individuele tijdrit en een parcours dat deels over de kasseien van de wielerklassieker Parijs-Roubaix liep. In deze laatste etappe bekroonde hij een vlucht in de stromende regen met de Nederlander Hennie Kuiper. Op een achtervolgende groep met de overige favorieten voor het klassement had het tweetal 2'11" voorsprong.
In het algemeen klassement had Hinault op dat moment ruim drie minuten voorsprong op Kuiper en bijna vier minuten op Joop Zoetemelk. Boven Hinault stonden nog de Belg Rudy Pevenage en de Fransman Pierre Bazzo, die samen met Yvon Bertin in de tweede etappe met bijna tien minuten voorsprong op het peloton waren geëindigd.
In de tweede week van de Ronde kwam echter de Nederlandse ploeg TI-Raleigh met kopman Zoetemelk en ploegleider Peter Post sterk terug. De ommekeer kwam met de tweede ploegentijdrit waarin het team 1'35" won op de Renault-ploeg van Hinault. Vervolgens won het team nog eens zes etappes op rij, met achtereenvolgende ritwinnaars Jan Raas, Bert Oosterbosch, opnieuw Raas, Cees Priem, Zoetemelk in een tijdrit en Gerrie Knetemann. In de tijdrit won Zoetemelk 1'39" op Hinault, waarmee zijn achterstand was teruggebracht tot 21 seconden. De Franse favoriet mocht na de tijdrit wel de gele trui overnemen van Pevenage.
Na de winst van Knetemann was de Tourkaravaan aangekomen in het Zuid-Franse Pau en kon het zich na een lange aanloop van twee weken zonder noemenswaardige bergen gaan opmaken voor de eerste bergetappe, de enige Pyreneeënrit van deze Ronde. Maar voordat deze van start ging, gaf Hinault op de avond na de finish in Pau op vanwege een peesontsteking in zijn knie, die hij zou hebben opgelopen in de regen tijdens de door hem gewonnen rit naar Rijsel. De leider in het klassement verdween als een dief in de nacht en zou pas weken later met de media praten. De nieuwe klassementsaanvoerder, Zoetemelk, weigerde in de etappe naar Bagnères-de-Luchon de gele trui aan te trekken, uit respect voor de afgestapte Hinault. De bergrit werd gewonnen door Raymond Martin. De nieuwe favorieten voor de eindzege, Zoetemelk en Kuiper, eindigden in een groepje op 3'27". Het verschil tussen de twee Nederlanders in het klassement was ruim één minuut.
Na twee tussenetappes trok het peloton de Franse Alpen in. In de eerste bergrit naar het skioord Pra-Loup vond een opmerkelijke valpartij plaats. Meesterknecht Johan van der Velde viel tijdens een beklimming en sleurde zijn kopman Zoetemelk mee. Zoetemelk wist echter snel de groep met favorieten weer te achterhalen. De Nederlandse geletruidrager controleerde de wedstrijd in de Alpenetappes. De zeges gingen naar 'mindere goden' als Jos Deschoenmaecker, Mariano Martínez en Ludo Loos. Zoetemelk vergrootte zijn voorsprong in het klassement tot 5'22" op Martin, die het bergklassement aanvoerde, en 5'39" op Kuiper. Die leidende positie kwam in de resterende etappes niet meer in gevaar. Wel wist Kuiper in de door Zoetemelk gewonnen individuele tijdrit Martin nog te passeren in het klassement. De slotetappe naar de Avenue des Champs-Élysées in Parijs werd gewonnen door de Belg Pol Verschuere. Knetemann vierde met Zoetemelk diens Touroverwinning, door hand in hand juichend over de finish te komen.

## Etappe-overzicht
| datum   | etappe  | route                               | afstand | winnaar             | gele trui        |
| ------- | ------- | ----------------------------------- | ------- | ------------------- | ---------------- |
| 26 juni | Proloog | Frankfurt (ITT)                     | 7,6 km  | Bernard Hinault     | Bernard Hinault  |
| 27 juni | 1a      | Frankfurt - Wiesbaden               | 133 km  | Jan Raas            | Bernard Hinault  |
|         | 1b      | Wiesbaden - Frankfurt (TTT)         | 45 km   | TI-Raleigh          | Gerrie Knetemann |
| 28 juni | 2       | Frankfurt - Metz                    | 276 km  | Rudy Pevenage       | Yvon Bertin      |
| 29 juni | 3       | Metz - Luik                         | 282 km  | Henk Lubberding     | Rudy Pevenage    |
| 30 juni | 4       | Circuit van Spa-Francorchamps (ITT) | 34 km   | Bernard Hinault     | Rudy Pevenage    |
| 1 juli  | 5       | Luik - Rijsel                       | 249 km  | Bernard Hinault     | Rudy Pevenage    |
| 2 juli  | 6       | Rijsel - Compiègne                  | 215 km  | Jean-Louis Gauthier | Rudy Pevenage    |
| 3 juli  | 7a      | Compiègne - Beauvais (TTT)          | 65 km   | TI-Raleigh          | Rudy Pevenage    |
|         | 7b      | Beauvais - Rouen                    | 92 km   | Jan Raas            | Rudy Pevenage    |
| 4 juli  | 8       | Flers - Saint-Malo                  | 164 km  | Bert Oosterbosch    | Rudy Pevenage    |
| 5 juli  | Rustdag | Rustdag                             | Rustdag | Rustdag             | Rustdag          |
| 6 juli  | 9       | Saint-Malo - Nantes                 | 205 km  | Jan Raas            | Rudy Pevenage    |
| 7 juli  | 10      | Rochefort - Bordeaux                | 163 km  | Cees Priem          | Rudy Pevenage    |
| 8 juli  | 11      | Damazan - Laplume (ITT)             | 51 km   | Joop Zoetemelk      | Bernard Hinault  |
| 9 juli  | 12      | Agen - Pau                          | 194 km  | Gerrie Knetemann    | Bernard Hinault  |
| 10 juli | 13      | Pau - Bagnères-de-Luchon            | 200 km  | Raymond Martin      | Joop Zoetemelk   |
| 11 juli | 14      | Lézignan-Corbières - Montpellier    | 189 km  | Ludo Peeters        | Joop Zoetemelk   |
| 12 juli | 15      | Montpellier - Martigues             | 160 km  | Bernard Vallet      | Joop Zoetemelk   |
| 13 juli | 16      | Trets - Pra-Loup                    | 208 km  | Jos Deschoenmaecker | Joop Zoetemelk   |
| 14 juli | 17      | Serre Chevalier - Morzine           | 242 km  | Mariano Martínez    | Joop Zoetemelk   |
| 15 juli | Rustdag | Rustdag                             | Rustdag | Rustdag             | Rustdag          |
| 16 juli | 18      | Morzine - Prapoutel-Les Sept Laux   | 198 km  | Ludo Loos           | Joop Zoetemelk   |
| 17 juli | 19      | Voreppe - Saint-Étienne             | 139 km  | Sean Kelly          | Joop Zoetemelk   |
| 18 juli | 20      | Saint-Étienne - Saint-Étienne (ITT) | 34 km   | Joop Zoetemelk      | Joop Zoetemelk   |
| 19 juli | 21      | Auxerre - Fontenay-sous-Bois        | 208 km  | Sean Kelly          | Joop Zoetemelk   |
| 20 juli | 22      | Fontenay-sous-Bois - Parijs         | 186 km  | Pol Verschuere      | Joop Zoetemelk   |

## Eindstanden

### Algemeen klassement
| rang | naam                      | ploeg            | tijd        |
| ---- | ------------------------- | ---------------- | ----------- |
|      | Joop Zoetemelk            | TI-Raleigh       | 109u 19'14" |
| 2    | Hennie Kuiper             | Peugeot-Esso     | + 06'55"    |
| 3    | Raymond Martin            | Miko-Mercier     | + 07'56"    |
| 4    | Johan De Muynck           | Splendor-Admiral | + 12'24"    |
| 5    | Joaquim Agostinho         | Puch-Sem         | + 15'37"    |
| 6    | Christian Seznec          | Miko-Mercier     | + 16'16"    |
| 7    | Sven-Åke Nilsson          | Miko-Mercier     | + 16'33"    |
| 8    | Ludo Peeters              | IJsboerke        | + 20'45"    |
| 9    | Pierre Bazzo              | La Redoute       | + 21'03"    |
| 10   | Henk Lubberding           | TI-Raleigh       | + 21'10"    |
| 11   | Robert Alban              | La Redoute       | + 22'41"    |
| 12   | Johan van der Velde       | TI-Raleigh       | + 25'28"    |
| 13   | Claude Criquielion        | Splendor-Admiral | + 27'43"    |
| 14   | Jostein Wilmann           | Puch-Sem         | + 28'04"    |
| 15   | Régis Ovion               | Puch-Sem         | + 29'48"    |
| 16   | Lucien Van Impe           | Marc-IWC         | + 32'55"    |
| 17   | Bernard Thévenet          | Teka             | + 32'59"    |
| 18   | Ludo Loos                 | Marc-IWC         | + 36'36"    |
| 19   | Jo Maas                   | DAF-Trucks       | + 36'44"    |
| 20   | Vicente Belda             | Kelme            | + 42'42"    |
| 21   | Patrick Busolini          | Puch-Sem         | + 45'35"    |
| 22   | Géry Verlinden            | IJsboerke        | + 52'17"    |
| 23   | Ferdinand Julien          | Boston           | + 52'37"    |
| 24   | Ismael Lejarreta          | Teka             | + 54'05"    |
| 25   | Alberto Fernández         | Teka             | + 55'17"    |
| 26   | Eddy Schepers             | DAF-Trucks       | + 55'32"    |
| 27   | Daniel Plummer            | Splendor-Admiral | + 58'46"    |
| 28   | Pascal Simon              | Peugeot-Esso     | + 58'51"    |
| 29   | Sean Kelly                | Splendor-Admiral | + 58'54"    |
| 30   | René Martens              | DAF-Trucks       | + 59'06"    |
| 31   | Bernard Vallet            | La Redoute       | + 59'11"    |
| 32   | Mariano Martinez          | La Redoute       | + 1.01'06"  |
| 33   | Jean-Luc Vandenbroucke    | La Redoute       | + 1.01'30"  |
| 34   | Patrick Bonnet            | Renault-Gitane   | + 1.01'38"  |
| 35   | Pedro Torres              | Kelme            | + 1.02'25"  |
| 36   | Bert Oosterbosch          | TI-Raleigh       | + 1.02'59"  |
| 37   | Klaus-Peter Thaler        | Teka             | + 1.05'03"  |
| 38   | Gerrie Knetemann          | TI-Raleigh       | + 1.06'23"  |
| 39   | Guido Van Calster         | Splendor-Admiral | + 1.06'46"  |
| 40   | Bernard Bourreau          | Peugeot-Esso     | + 1.07'11"  |
| 41   | Marco Antonio Chagas      | Puch-Sem         | + 1.07'34"  |
| 42   | Rudy Pevenage             | IJsboerke        | + 1.08'02"  |
| 43   | Patrick Friou             | Miko-Mercier     | + 1.09'34"  |
| 44   | Christian Levavasseur     | Miko-Mercier     | + 1.11'18"  |
| 45   | Didier Vanoverschelde     | La Redoute       | + 1.11'32"  |
| 46   | Hubert Linard             | Peugeot-Esso     | + 1.11'52"  |
| 47   | Ludo Delcroix             | IJsboerke        | + 1.16'14"  |
| 48   | Jean-Raymond Toso         | Puch-Sem         | + 1.19'20"  |
| 49   | Graham Jones              | Peugeot-Esso     | + 1.20'33"  |
| 50   | Jean-Louis Gauthier       | Miko-Mercier     | + 1.20'58"  |
| 51   | Leo van Vliet             | TI-Raleigh       | + 1.21'38"  |
| 52   | Joseph Borguet            | Splendor-Admiral | + 1.22'02"  |
| 53   | Ferdi Van den Haute       | La Redoute       | + 1.22'25"  |
| 54   | José Luis Mayoz           | Teka             | + 1.22'41"  |
| 55   | Patrice Thévenard         | Boston           | + 1.23'47"  |
| 56   | Paul Wellens              | TI-Raleigh       | + 1.23'53"  |
| 57   | Bernardo Alfonsel         | Teka             | + 1.25'10"  |
| 58   | Alain Vigneron            | Boston           | + 1.25'23"  |
| 59   | Jacques Bossis            | Peugeot-Esso     | + 1.25'30"  |
| 60   | Jos Jacobs                | IJsboerke        | + 1.25'44"  |
| 61   | Didier Lebaud             | Miko-Mercier     | + 1.26'44"  |
| 62   | Hans-Peter Jakst          | Puch-Sem         | + 1.27'59"  |
| 63   | Hendrik Devos             | DAF-Trucks       | + 1.28'49"  |
| 64   | Marcel Laurens            | Marc-IWC         | + 1.29'36"  |
| 65   | Pol Verschuere            | IJsboerke        | + 1.30'05"  |
| 66   | Jos Deschoenmaecker       | Marc-IWC         | + 1.31'03"  |
| 67   | Dirk Wayenberg            | IJsboerke        | + 1.31'07"  |
| 68   | Ludwig Wijnants           | IJsboerke        | + 1.31'09"  |
| 69   | Jan Jonkers               | Boston           | + 1.32'36"  |
| 70   | Pierre-Raymond Villemiane | Renault          | + 1.32'59"  |
| 71   | Patrick Perret            | Peugeot-Esso     | + 1.38'11"  |
| 72   | Jacques Michaud           | Puch-Sem         | + 1.41'36"  |
| 73   | Eric Van de Wiele         | IJsboerke        | + 1.41'38"  |
| 74   | Renault                   | Marc-IWC         | + 1.44'34"  |
| 75   | Frédéric Brun             | Peugeot-Esso     | + 1.44'51"  |
| 76   | Bernard Becaas            | Renault          | + 1.45'09"  |
| 77   | Joël Gallopin             | Miko-Mercier     | + 1.46'12"  |
| 78   | Herman Beysens            | Splendor-Admiral | + 1.48'19"  |
| 79   | Patrick Pevenage          | DAF-Trucks       | + 1.49'54"  |
| 80   | Jorge Fortia              | Kelme            | + 1.52'22"  |
| 81   | Maurice Le Guilloux       | Renault          | + 1.53'09"  |
| 82   | William Tackaert          | DAF-Trucks       | + 1.57'08"  |
| 83   | Jos Schipper              | Marc-IWC         | + 1.59'29"  |
| 84   | Roger Legeay              | Peugeot-Esso     | + 1.59'40"  |

Rode lantaarn:
| 85 | Gerhard Schönbacher | Marc-IWC | + 2u 10'52" |

### Puntenklassement
| rang | naam               | ploeg            | punten |
| ---- | ------------------ | ---------------- | ------ |
|      | Rudy Pevenage      | IJsboerke        | 194    |
| 2    | Sean Kelly         | Splendor-Admiral | 153    |
| 3    | Ludo Peeters       | IJsboerke        | 148    |
| 4    | Jos Jacobs         | IJsboerke        | 122    |
| 5    | Leo van Vliet      | TI-Raleigh       | 120    |
| 6    | Pierre Bazzo       | Splendor-Admiral | 111    |
| 7    | Guido Van Calster  | Splendor-Admiral | 89     |
| 8    | Klaus-Peter Thaler | Teka             | 86     |
| 9    | William Tackaert   | DAF-Trucks       | 81     |
| 10   | Joop Zoetemelk     | TI-Raleigh       | 80     |

### Bergklassement
| rang | naam              | ploeg        | punten |
| ---- | ----------------- | ------------ | ------ |
|      | Raymond Martin    | Miko-Mercier | 223    |
| 2    | Ludo Loos         | Marc-IWC     | 162    |
| 3    | Ludo Peeters      | IJsboerke    | 147    |
| 4    | Sven-Åke Nilsson  | Miko-Mercier | 145    |
| 5    | Joop Zoetemelk    | TI-Raleigh   | 137    |
| 6    | Jostein Wilmann   | Puch-Sem     | 116    |
| 7    | Vicente Belda     | Kelme        | 99     |
| 8    | Lucien Van Impe   | Marc-IWC     | 97     |
| 9    | Robert Alban      | La Redoute   | 86     |
| 10   | Joaquim Agostinho | Puch-Sem     | 81     |

### Jongerenklassement
| rang | naam                  | ploeg            | tijd        |
| ---- | --------------------- | ---------------- | ----------- |
|      | Johan van der Velde   | TI-Raleigh       | 109u 44'42" |
| 2    | Claude Criquielion    | Splendor-Admiral | + 02'15"    |
| 3    | Daniel Plummer        | Splendor-Admiral | + 33'18"    |
| 4    | Pascal Simon          | Peugeot-Esso     | + 33'23"    |
| 5    | Sean Kelly            | Splendor-Admiral | + 33'26"    |
| 6    | Patrick Bonnet        | Renault          | + 36'10"    |
| 7    | Bert Oosterbosch      | TI-Raleigh       | + 37'31"    |
| 8    | Guido Van Calster     | Splendor-Admiral | + 41'18"    |
| 9    | Marco Antonio Chagas  | Puch-Sem         | + 42'06"    |
| 10   | Christian Levavasseur | Miko-Mercier     | + 45'50"    |

### Ploegenklassement Tijd
| rang | ploeg            | ploegleider              | tijd       |
| ---- | ---------------- | ------------------------ | ---------- |
| 1    | Miko-Mercier     | Jean-Pierre Danguillaume | 450:25'36" |
| 2    | TI-Raleigh       | Peter Post               | + 06'02"   |
| 3    | Puch-Sem         | Rudi Altig               | + 20'35"   |
| 4    | Splendor-Admiral | Albert De Kimpe          | + 50'20"   |
| 5    | La Redoute       | Philippe Crépel          | + 55'37"   |
| 6    | IJsboerke        | Walter Godefroot         | + 1.08'13" |
| 7    | Peugeot-Esso     | Maurice de Muer          | + 1.17'24" |
| 8    | DAF-Trucks       | Fred De Bruyne           | + 2.09'29" |
| 9    | Teka             | Domingo Perurena         | + 2.18'59" |
| 10   | Renault-Gitane   | Cyrille Guimard          | + 2.25'49" |
| ?    | Marc-IWC         | Patrick Lefevere         | + 2.32'25" |
| ?    | Boston           | Robert Lauwers           | + 5.11'19" |
| ?    | Kelme            | Rafael Carrasco          | + ?        |

### Ploegenklassement Punten
| rang | ploeg      | ploegleider      | punten |
| ---- | ---------- | ---------------- | ------ |
| 1    | TI-Raleigh | Peter Post       | 764    |
| 2    | IJsboerke  | Walter Godefroot | 1051   |
| 3    | La Redoute | Philippe Crépel  | 1237   |

## Bijzonderheden
- De Nederlandse ploeg TI-Raleigh was bijzonder succesvol met elf ritoverwinningen (waarvan zeven op rij). De ploeg sleepte met Joop Zoetemelk de overwinning in het eindklassement binnen en met Johan van der Velde de overwinning in het jongerenklassement. Henk Lubberding eindigde op een tiende plaats in het eindklassement, op ruim 21 minuten van Zoetemelk. Enige domper voor het team was het uitvallen van Bert Pronk na de eerste ploegentijdrit. Pronk werd uit de wedstrijd genomen omdat hij het tempo van zijn team niet kon bijbenen en buiten de toegestane tijd binnenkwam.
- Een nieuwe regel bepaalde dat vanaf de 14e etappe tot de 19e etappe telkens de laatste renner in het algemeen klassement uit de strijd moest worden genomen. De 'ongelukkigen' waren Juan Pujol, Jacques Osmont, Charles Jochums, Erich Jagsch en Bernard Quilfen. De maatregel werd een jaar later weer afgeschaft.
- Christian Levavasseur van de ploeg Miko-Mercier werd uitgeroepen tot strijdlustigste renner.

 winnaars gele trui · 
 puntenklassement · 
 bergklassement · 
 jongerenklassement · 
 tussensprintklassement · 
 combinatieklassement · 
 ploegenklassement · 
 strijdlust · 
rode lantaarn
records · meeste deelnames · ranglijst etappewinnaars · bekende beklimmingen · valpartijen · dopinggevallen · Grand Départ · Souvenir Henri Desgrange
1903 · 
1904 · 
1905 · 
1906 · 
1907 · 
1908 · 
1909 · 
1910 · 
1911 · 
1912 · 
1913 · 
1914 ·
1915 ·
1916 ·
1917 ·
1918 · 
1919 · 
1920 · 
1921 · 
1922 · 
1923 · 
1924 · 
1925 · 
1926 · 
1927 · 
1928 · 
1929 · 
1930 · 
1931 · 
1932 · 
1933 · 
1934 · 
1935 · 
1936 · 
1937 · 
1938 · 
1939 · 
1940 ·
1941 ·
1942 ·
1943 ·
1944 ·
1945 ·
1946 ·
1947 · 
1948 · 
1949 · 
1950 · 
1951 · 
1952 · 
1953 · 
1954 · 
1955 · 
1956 · 
1957 · 
1958 · 
1959 · 
1960 · 
1961 · 
1962 · 
1963 · 
1964 · 
1965 · 
1966 · 
1967 · 
1968 · 
1969 · 
1970 · 
1971 · 
1972 · 
1973 · 
1974 · 
1975 · 
1976 · 
1977 · 
1978 · 
1979 · 
1980 · 
1981 · 
1982 · 
1983 · 
1984 · 
1985 · 
1986 · 
1987 · 
1988 · 
1989 · 
1990 · 
1991 · 
1992 · 
1993 · 
1994 · 
1995 · 
1996 · 
1997 · 
1998 · 
1999 · 
2000 · 
2001 · 
2002 · 
2003 · 
2004 · 
2005 · 
2006 · 
2007 · 
2008 · 
2009 · 
2010 · 
2011 · 
2012 · 
2013 · 
2014 · 
2015 · 
2016 · 
2017 · 
2018 · 
2019 ·
2020 · 
2021 · 
2022 · 
2023 · 
2024 · 
2025